# Campeonato Goiano de Futebol de 1981
O Campeonato Goiano de Futebol de 1981 foi a 38º edição da divisão principal do campeonato estadual de Goiás. O campeão foi o Goiás que conquistou seu 6º título na história da competição. A Anapolina foi o vice-campeão.

## Participantes
| Equipe       | Cidade    | Em 1980 | Participação | Títulos             |
| ------------ | --------- | ------- | ------------ | ------------------- |
| Anápolis     | Anápolis  | -       | -            | 1 (1965)            |
| Anapolina    | Anápolis  | 3º      | -            | 0 (não possui)      |
| Atlético     | Goiânia   | 4º      | 38ª          | 7 ( último em 1970) |
| CRAC         | Catalão   | -       | -            | 1 (1967)            |
| Goiânia      | Goiânia   | -       | 38ª          | 14 (último em 74)   |
| Goiás        | Goiânia   | 2º      | 38ª          | 5 (Último em 1976)  |
| Goiatuba     | Goiatuba  | -       | -            | 0 (não possui)      |
| Itumbiara    | Itumbiara | -       | -            | 0 (não possui)      |
| Monte Cristo | Goiânia   | -       | -            | 0 (não possui)      |
| Rio Verde    | Rio Verde | -       | -            | 0 (não possui)      |
| Vila Nova    | Goiânia   | 1º      | -            | 9 (último em 1980)  |

## Premiação
| Campeonato Goiano de 1981 |
| Goiânia                   |
| ------------------------- |
| Goiás Campeão (6º título) |